# Dani Mallo
Daniel „Dani“ Mallo Castro (* 25. Januar 1979 in A Coruña oder Cambre) ist ein spanischer ehemaliger Fußballtorwart.

## Karriere
Mallo begann seine Karriere bei Deportivo La Coruña. Im August 1997 spielte er erstmals für die Zweitmannschaft in der Segunda División B. Mit Deportivo B musste er 1998/99 in die Tercera División absteigen, konnte jedoch in der folgenden Saison wieder in die dritte Liga aufsteigen. In der Saison 2000/01 stieg man endgültig in die vierthöchste Liga ab. Sein Debüt für die Profis von Deportivo gab er im Januar 2003 im Hinspiel des Achtelfinales des Cups gegen den FC Alicante. Im März 2003 debütierte er gegen Manchester United in der Champions League. Im Mai 2003 gab er gegen Recreativo Huelva schließlich auch sein Debüt in der Primera División.
Zur Saison 2003/04 wurde Mallo an den Zweitligisten FC Elche verliehen. Für Elche absolvierte er in jener Saison 38 Spiele in der Segunda División. Nach seiner Rückkehr zu Deportivo absolvierte er nur noch eine Partie in der Primera División. Im Sommer 2006 wechselte er nach Portugal zu Sporting Braga. Im April 2007 debütierte er gegen Vitória Setúbal in der Primeira Liga. Im Januar 2009 wechselte er nach Schottland zum FC Falkirk.
Nach einem halben Jahr in Schottland kehrte Mallo nach Spanien zurück, wo er sich dem Zweitligisten FC Girona anschloss. In seinen ersten beiden Saisonen absolvierte er jeweils zehn Spiele. In der Saison 2011/12 avancierte er schließlich zum Stammkeeper; er kam auf 22 Einsätze. In der folgenden Saison kam er auf 39 Spiele, scheiterte mit Girona jedoch im Finale des Aufstiegsplayoffs an UD Almería.
Zur Saison 2013/14 wechselte Mallo zum Ligakonkurrenten CD Lugo. Nachdem er Lugo im Sommer 2015 verlassen hatte und kurzzeitig vereinslos war, wechselte er im Oktober 2015 zu Albacete Balompié. Im Sommer 2016 wechselte er in die indische Super League zu Atlético de Kolkata. Nach einem halben Jahr bei L'Hospitalet beendete er im Juli 2017 seine Karriere.